# Sajid Ismahilow

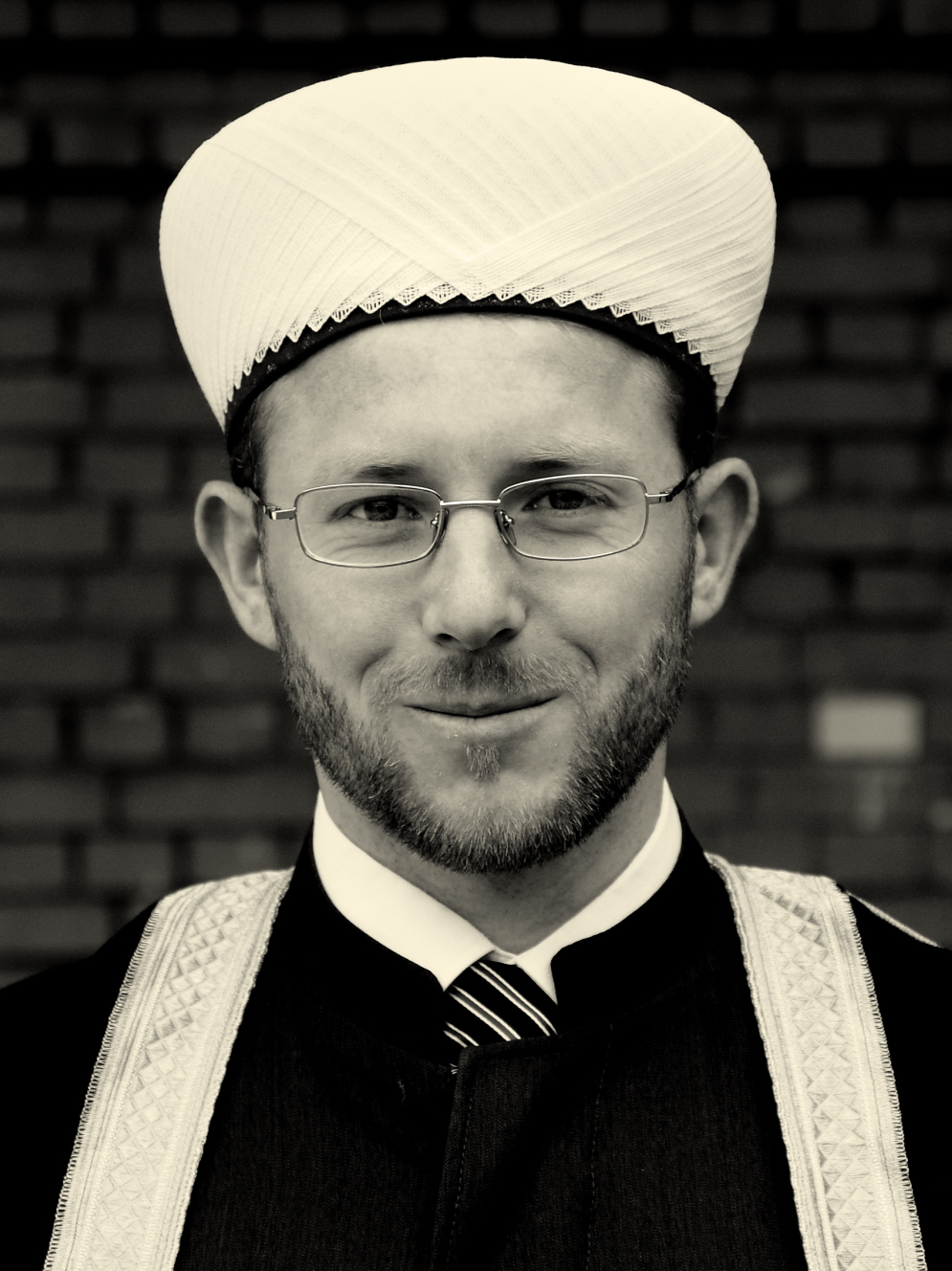
Mufti Sajid Ismahilow: Mufti der DUMU „Umma“

Sajid Walerijowytsch Ismahilow (ukrainisch Саїд Валерійович Ісмагілов, tatarisch Сәет Исмәгыйлев Säjet Ismägyjlew, russisch Сергей Валерьевич Исмагилов Sergei Walerjewitsch Ismagilow; * 9. August 1978 in Donezk, Ukrainische SSR, Sowjetunion) ist ein ukrainischer islamischer Geistlicher und Politiker. Von 2009 bis 2022 war er Vorsitzender der Geistlichen Verwaltung der Muslime der Ukraine „Umma“ (DUMU „Umma“).

## Leben
Sajid Ismahilow wurde 1978 in Donezk geboren. Er ist tatarischer Herkunft. Von 1993 bis 1997 studierte er an der Technischen Universität Donezk, Fakultät für Technische Mechanik. Von 1997 bis 2001 erhielt er eine höhere religiöse Ausbildung an der Islamischen Universität Moskau. Seit der völkerrechtswidrigen Annexion der Krim durch Russland sowie der gewaltsamen Annexion im Donbass lebt er in der Hauptstadt Kiew. Von 2002 bis 2007 studierte er an der Fakultät für Philosophie und Religion des Donetsk State Institute of Artificial Intelligence.

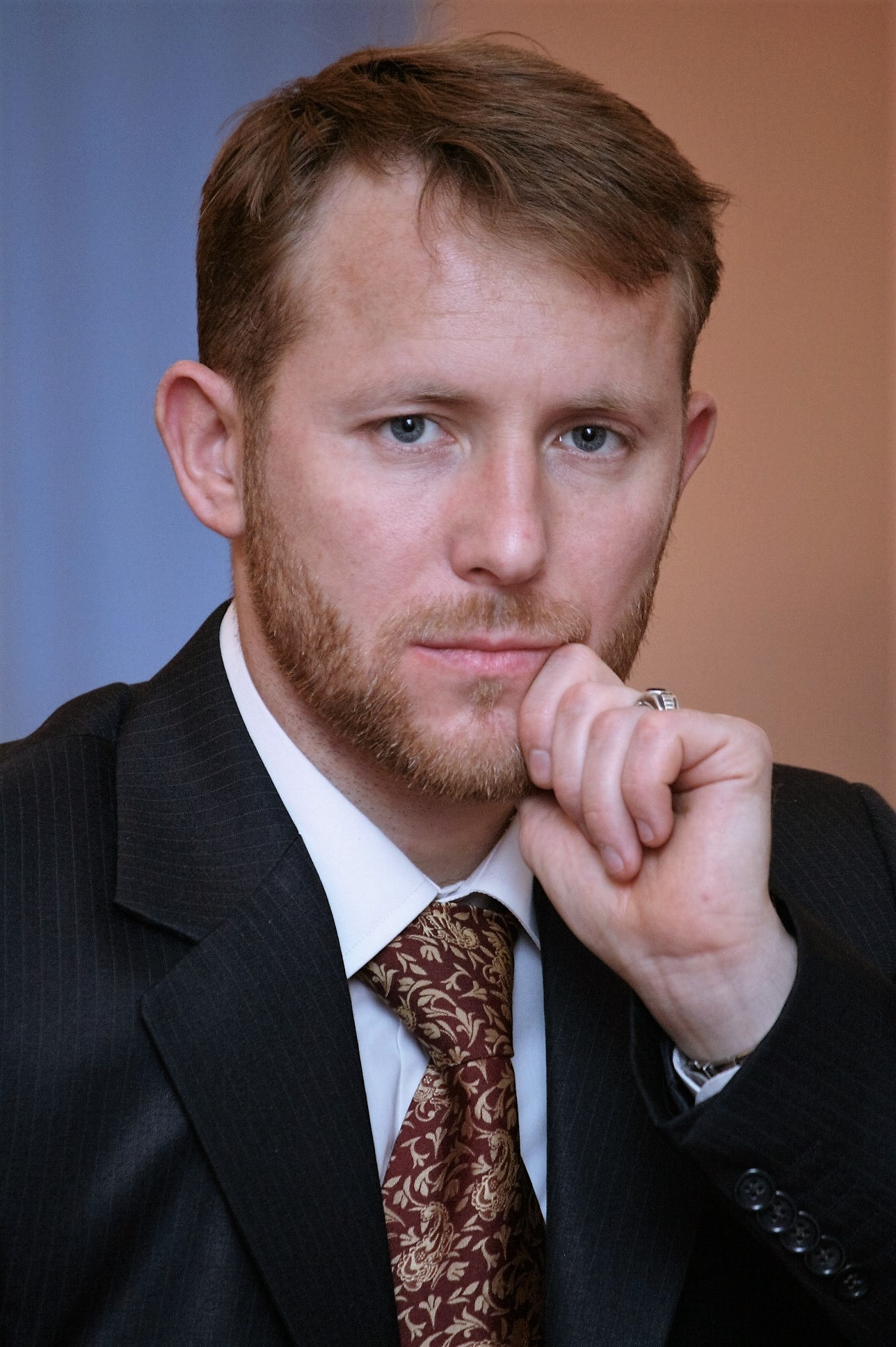
Ismahilow 2011

Von 2001 bis 2002 war er Dozent für Theologie und Religionswissenschaften an der Ukrainischen Islamischen Universität (Donezk).
Ismahilow zählt zu den Unterstützern des von Scheich Yusuf al-Qaradawi bekannten Wasatiyya-Konzeptes, wie es in Kuwait von Scheich Adel al-Falah und in Russland von Ali Wjatscheslaw Polossin (dem Direktor des Moskauer al-Wasatiya-Zentrums («Аль-Васатыйя») für interreligiösen Dialog) vertreten wird.
Er war seit Januar 2009 Vorsitzender der Geistlichen Verwaltung der Muslime der Ukraine „Umma“ (DUMU „Umma“) in Kiew. 2022 legte er sein Amt als Mufti nieder.

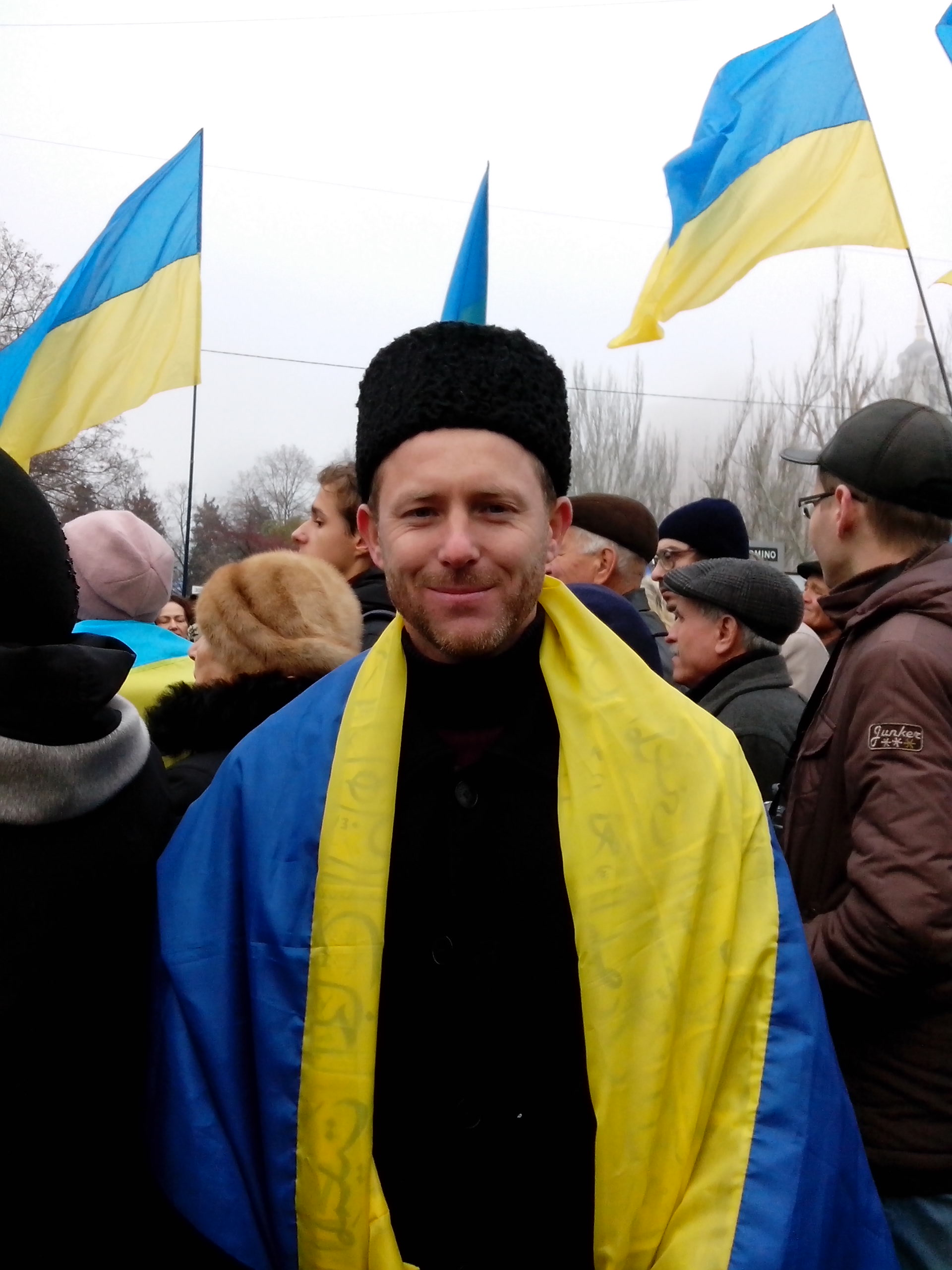
Ismahilow bei der pro-ukrainischen Kundgebung in Donezk im Jahr 2013

Der Mufti der DUMU „Umma“ nahm selbst an der Euromaidan-Revolution auf dem Majdan in Kiew und Donezk teil. Er sprach sich gleichzeitig gegen gewalttätige Protestformen aus.
Sajid Ismahilow nahm an den Parlamentswahlen für die Werchowna Rada am 26. Oktober 2014 als Vertreter der politischen Partei Allukrainische Vereinigung „Vaterland“ im gesamtstaatlichen Mehrmandatswahlkreis teil. Er stand auf Platz vier der Wahlliste der Partei.
Laut dem Magazin Korrespondent.net wurde er 2017 in die Liste der 100 einflussreichsten Ukrainer aufgenommen.

Nach dem ersten Treffen des neu gewählten ukrainischen Präsidenten Wolodymyr Selenskyj mit den muslimischen Führern der Ukraine zeigte sich Ismahilow positiv beeindruckt: 

«Владимир Зеленский дал высказаться каждому по очереди. Он сказал, что хочет единства Украины и украинского общества, призывает всех к примирению и консолидации, и надеется, что религиозные лидеры будут способствовать этому. Также он отметил, что нужно привлекать иностранных инвесторов с инвестициями в различные отрасли экономики, в том числе, и из мусульманских стран. И также отметил, что Украине нужен мир между верующими разных религий.»

„Wolodymyr Selenskyj ließ jeden nacheinander zu Wort kommen. Er wünschte sich Einheit in der Ukraine und der ukrainischen Gesellschaft, rief alle zur Versöhnung und Konsolidierung auf und hoffte, dass die religiösen Führer dies unterstützen würden. Er sagte auch, dass es notwendig sei, ausländische Investoren mit Investitionen in verschiedenen Sektoren der Wirtschaft anzuziehen, einschließlich solcher aus muslimischen Ländern. Er wies auch darauf hin, dass die Ukraine Frieden zwischen den Gläubigen der verschiedenen Religionen braucht.“

Nach Frontnews.eu vom 24. Februar 2022 appellierte Sajid Ismahilow in einer Fatwa an die ukrainischen Muslime, den bewaffneten Kampf gegen den russischen Überfall auf die Ukraine zu unterstützen. Zu Kriegsbeginn schloss sich Ismahilow den »Territorialen Verteidigungskräften« in Kiew an. Sein Account bei Facebook zeigt ihn bewaffnet in Kampfmontur.
Ismahilow ist verheiratet und hat einen Sohn. Er spricht vier Sprachen fließend: Ukrainisch, Tatarisch, Russisch und Arabisch.

## Publikationen
Ein ausführliches Publikationsverzeichnis findet sich im Personenartikel der russischsprachigen Wikipedia.